# Chorotypidae
Chorotypidae zijn een familie van rechtvleugelige insecten die behoren tot de kortsprietigen. De familie werd voor het eerst wetenschappelijk gepubliceerd door Stål in 1873.
De soorten binnen de familie komen voor in Oost- en Zuidoost-Azië en Centraal-Afrika. De meeste soorten lijken op (dode) bladeren.

## Taxonomie
De familie telt circa 160 soorten binnen de volgende geslachten:
- Onderfamilie Chininae Burr, 1899
  -     - Geslacht China Burr, 1899
    - Geslacht Eupatrides Brunner von Wattenwyl, 1898
- Onderfamilie Chorotypinae Stål 1873
  -     - Geslacht Xiphicera Lamarck, 1817

  - Geslachtengroep Chorotypini Stål, 1873
    - Geslacht Burrinia Bolívar, 1930
    - Geslacht Chorotypus Serville, 1838
    - Geslacht Hemierianthus Saussure, 1903
    - Geslacht Orchetypus Brunner von Wattenwyl, 1898
    - Geslacht Phyllochoreia Westwood, 1839
    - Geslacht Pseudorchetypus Descamps, 1974
    - Geslacht Scirtotypus Brunner von Wattenwyl, 1898
- Onderfamilie Erianthinae Karsch 1889
  -     - Geslacht Bennia Burr, 1899
    - Geslacht Bornerianthus Descamps, 1975
    - Geslacht Butania Bolívar, 1903
    - Geslacht Erianthella Descamps, 1975
    - Geslacht Erianthina Descamps, 1975
    - Geslacht Erianthus Stål, 1875
    - Geslacht Khaserianthus Descamps, 1975
    - Geslacht Macroerianthus Descamps, 1975
    - Geslacht Pieltainerianthus Descamps, 1975
    - Geslacht Pseuderianthus Descamps, 1975
    - Geslacht Stenerianthus Descamps, 1975
    - Geslacht Xenerianthus Descamps, 1975
- Onderfamilie Eruciinae Burr 1899
  -     - Geslacht Erucius Stål, 1875
- Onderfamilie Mnesicleinae Descamps 1973
  - Geslachtengroep Mnesicleini Descamps, 1973
    - Geslacht Adrapetes Karsch, 1889
    - Geslacht Borneacridium Kevan, 1963
    - Geslacht Chromomnesicles Descamps, 1974
    - Geslacht Hyalomnesicles Descamps, 1974
    - Geslacht Karnydia Bolívar, 1930
    - Geslacht Lobiacris Descamps, 1974
    - Geslacht Loximnesicles Descamps, 1974
    - Geslacht Mnesicles Stål, 1878
    - Geslacht Mnesiclesiella Descamps, 1974
    - Geslacht Mnesiclesina Descamps, 1974
    - Geslacht Odontomastax Bolívar, 1944
    - Geslacht Paramnesicles Descamps, 1974
    - Geslacht Philippinacridium Descamps, 1974
    - Geslacht Pseudomnesicles Descamps, 1974
    - Geslacht Samariella Descamps, 1974
    - Geslacht Sibuyania Descamps, 1974
    - Geslacht Tuberomastax Bolívar, 1944
    - Geslacht Uvarovia Bolívar, 1930
    - Geslacht Xenomnesicles Descamps, 1974
- Onderfamilie Prionacanthinae Descamps 1973
  - Geslachtengroep Prionacanthini Descamps, 1973
    - Geslacht Prionacantha Henry, 1940